# Input
Input (eller inddata hvis det er inden for edb) er det, som tilføjes til en proces. Resultatet kaldes output (eller uddata). Det kan være en vilkårlig proces, men det bruges ofte inden for edb. Et hverdagseksempel er madlavning, hvor råvarerne er input til madlavningen og den færdige ret er output. 

## Inden for EDB
Der er flere slags input indenfor edb:
Bruger input er den input, som brugeren af et computerprogram kommer med. Det kan være ved at skrive på tastaturet eller at klikke med musen. 
Der kan også være tale om, at en fil fra harddisken, en cd eller Internettet, som læses af et program.
Når man programmerer kan en funktion tage input. Det kan for eksempel være en parameter, som afgør en egenskab ved programmet eller den måde funktionen udføres på, eller det kan være data, som skal behandles. Som regel gives der ikke output, hvis det kun er en parameter, der indstilles for programmet.